# Телармониум

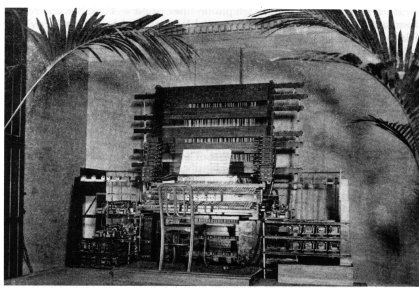
Клавиатура телармониума

Телармониум (англ. Telharmonium), динамофон (англ. Dynamophone) — один из ранних электромузыкальных инструментов, который в 1897 году построил Таддеус Кэхилл. Электрический сигнал звуковой частоты в нём создавался с помощью 145 специальных динамо-машин, и воспроизводился либо с помощью рупорных громкоговорителей, либо передавался по телефонной сети абонентам по подписке. Однако аппарат создавал значительную нагрузку на телефонные линии и приводил к сильным помехам. Всего было построено три таких инструмента.
Телармониум использовал аддитивный синтез звука. Он стал прообразом электроорганов, в том числе органа Хаммонда.